# Túnel de la Calle 14
El Túnel de la Calle 14 o en inglés como 14th Street Tunel transporta los trenes del servicio L del Metro de Nueva York bajo el Río Este entre la Ciudad de Nueva York y los boroughs de Manhattan y Brooklyn.